# Smeetshof

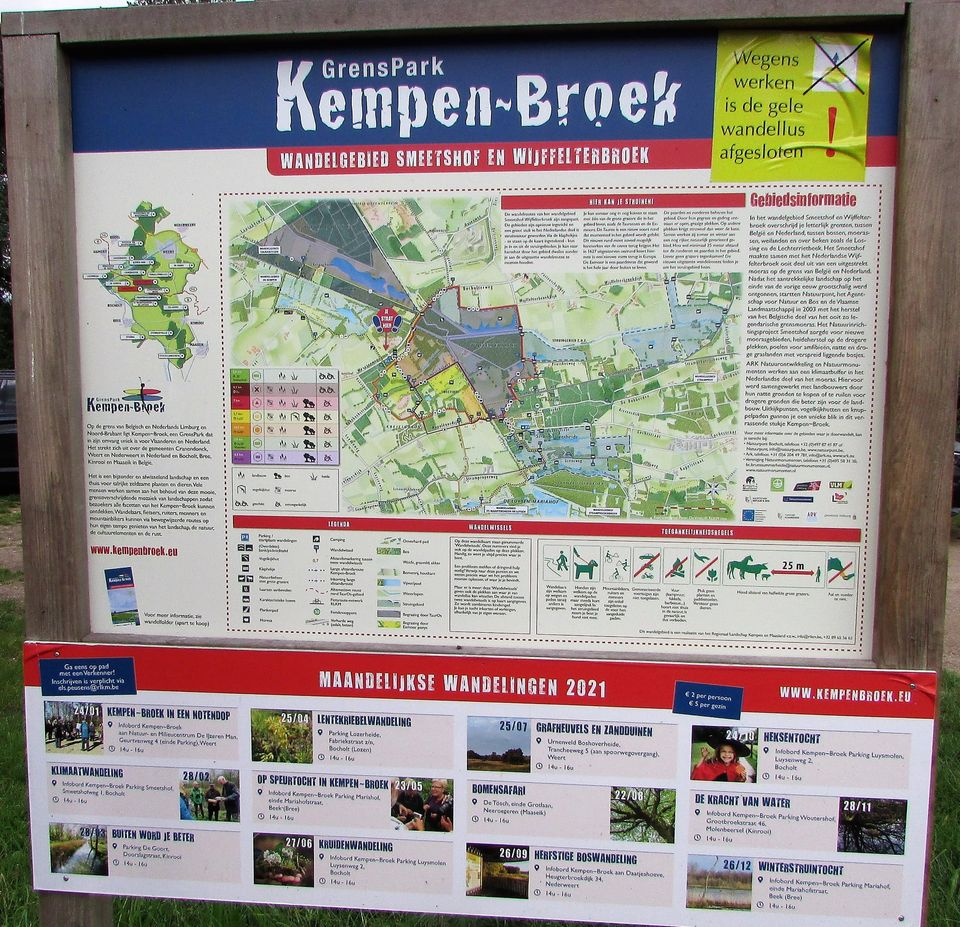

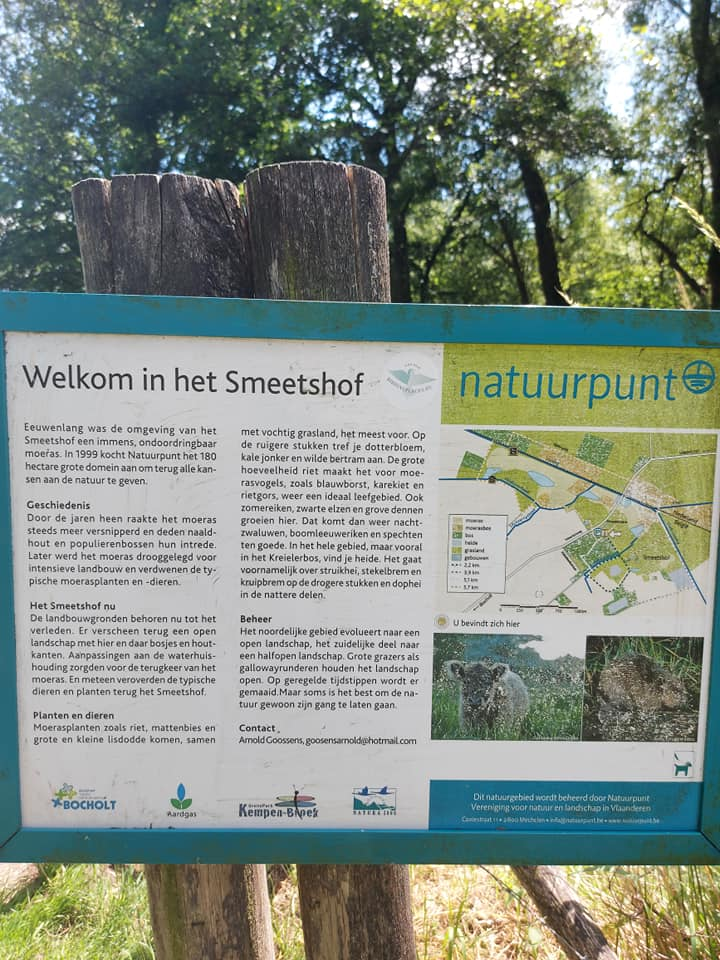

Het Smeetshof is een natuurgebied in de Belgische gemeente Bocholt, langs de Belgisch-Nederlandse Rijksgrens met de Nederlandse gemeente Weert. Het gebied is 180 ha groot en is sinds 1999 eigendom van Natuurpunt. Het domein maakt deel uit van het Grenspark Kempen-Broek dat zich situeert in beide landen. Het Smeetshof sluit aan bij de natuurgebieden Wijffelterbroek, Kettingdijk en De Luysen.

## Geschiedenis
Het gebied is een restant van het Bocholterbroek dat, samen met het Wijffelterbroek, een nat en ontoegankelijk moerasbos vormde met een aansluitend heide- en stuifzandgebied, van 5000 ha vormde. 

In 1865 kwamen de gronden in handen van "Banque générale pour favoriser l'Agriculture et les Travaux Publics", die in deze regio op grote schaal voormalige gemeentegronden moest ontginnen en geschikt te maken voor landbouw. In 1870 werd een ontwateringskanaaltje, Lossing of Emissaire genaamd, gegraven voor de afwatering. Door de grote kosten bij het graven van dit kanaaltje kwam de maatschappij in financiële moeilijkheden en ging ze in vereffening. De gronden rond het 'Smeetshof' werden in 1873 verkocht aan Isabelle de L'Escaille-d'Erp de Holt, die ze kort daarna door verkocht aan de Brusselse advocatenfamilie Mahieu. In 1874 heeft die een eerste hoeve opgericht. Een van de volgende eigenaars was Smeets-Clerx, die de hoeve verbouwde in 1913 ze haar huidige naam Smeetshof gaf. Het domein is vernoemd naar de naam van de hoeve.

Tijdens de jaren '70 van de 20ste eeuw kwam het domein in bezit van de Limburgse industrieel Jef Machiels, die wederrechtelijk een deel van de overgebleven bossen, boomrijen en wallen met een archeologische waarde, de Bocholter Graven, achtereenvolgens rooide en nivelleerde en het gebied omvormde tot maisakkers. De rest van het bos werd als jachtgebied gebruikt.
In 1999 werd het gebied aangekocht door Natuurpunt. In 2004 zorgde de Vlaamse overheid voor natuurherstel en herinrichting tot natuurgebied.

### Heden
Tegenwoordig is Smeetshof een waterrijk en afwisselend gebied. Met een aantal landbouwers in de omgeving zijn beheersovereenkomsten afgesloten. Zij laten hun runderen op bepaalde stukken grazen. Ook is er, sinds 2000, begrazing door Gallowayrunderen.
In de oude hoeve, de Smeetshoeve, gelegen aan de hoofdweg van Bocholt naar Altweerterheide, is een onthaalcentrum ingericht. Van daar uit starten een zevental wandelingen door het gebied. De Smeetshoeve, vlak bij de grens met Nederland, is een Kempische langgevelhoeve uit 1873 die uit 2 delen bestaat, waarvan het woongedeelte is ingericht als een vakantieverblijf voor 6 personen. De vakantiewoning kan geboekt worden via de website 'Buitenleven Vakanties', een initiatief van drie grote Nederlandse natuurorganisaties dat over ruim 120 vakantiewoningen in of bij natuurgebieden beschikt.

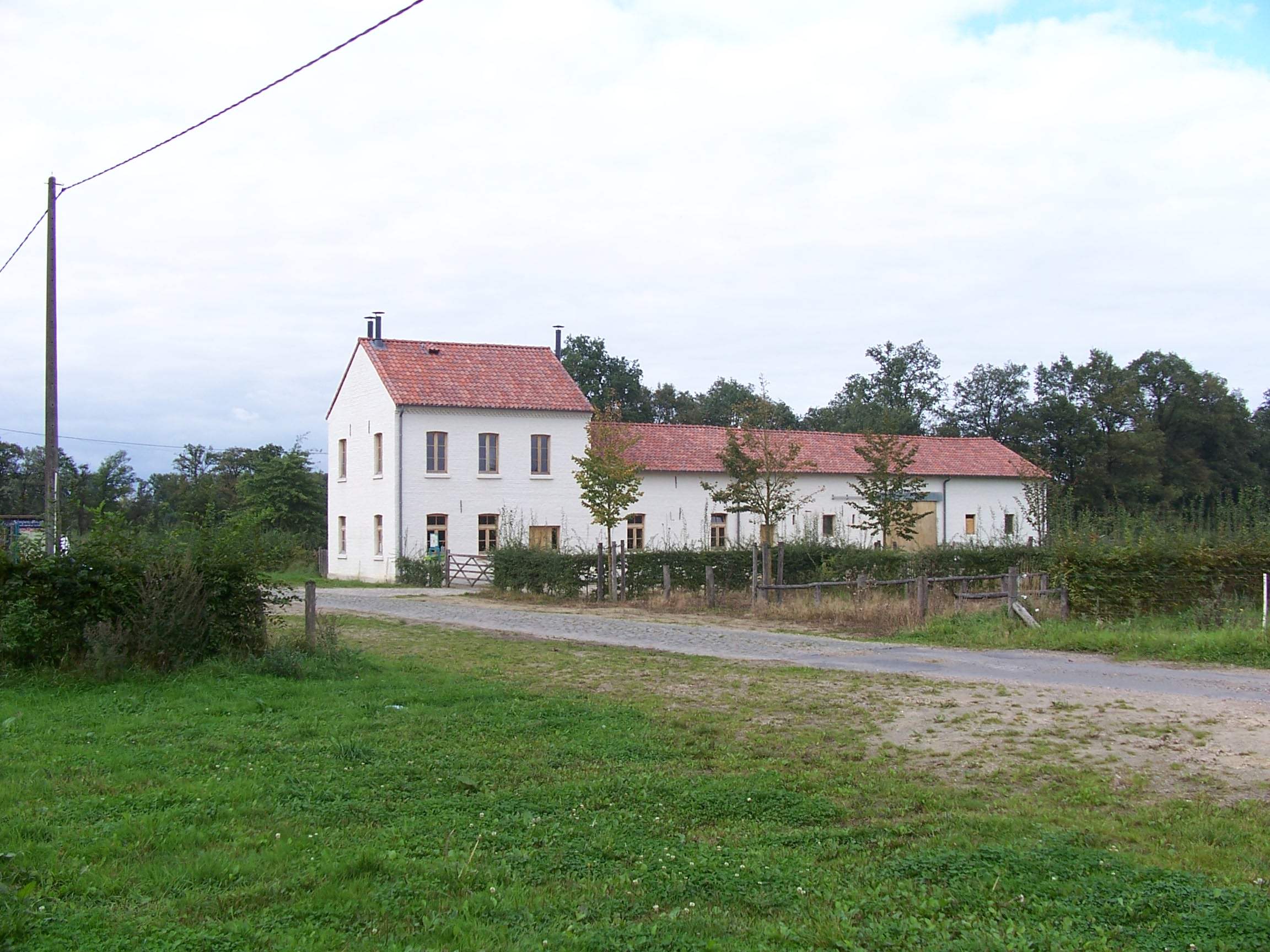
Hoeve waarnaar natuurgebied Smeetshof vernoemd is.

## Fauna en Flora

### Fauna
ZoogdierenBever,
VogelsGeelgors, wespendief

### Flora
Grote boterbloem, salomanszegel, els,